# Skrodzkie
Skrodzkie [ˈskrɔt͡skʲɛ] est un village polonais de la gmina de Rajgród dans le powiat de Grajewo et dans la voïvodie de Podlachie. Il se situe à environ 6 kilomètres à l'ouest de Rajgród, à 14 kilomètres au nord-est de Grajewo et à 76 kilomètres au nord-ouest de Białystok. 